# Rhea Silvia
Rhea Silvia nebo Rea Silvia byla podle římské mytologie královská dcera a matka Romula a Rema, jež zplodila s bohem Martem. Její jméno nese planetka Sylvia a kráter na planetce Vesta.

## Legenda
Podle legendy byla Rhea Silvia dcerou Numitora Silvia, krále Alby Longy. Z vůle svého strýce Amulia se stala vestálkou. Amulius jejího otce Numitora svrhl z trůnu a usmrtil jeho syny. Jako vestálka měla Rhea Silvia zůstat bezdětnou, aby se ani její potomci nemohli pomstít. Navzdory tomuto údělu však byla Rhea Silvia svedena bohem války Martem. Porodila dvojčata Romula a Rema. Když se to její strýc dověděl, nechal ji zaživa pohřbít. Její syny dostal za úkol usmrtit jeden sluha, avšak ten je ve vaničce pustil po Tibeře a tam je nalezl říční bůh Tiberinus. Ten péči o ně přenechal vlčici Lupě. Současně zachránil i Rheu Silvii a oženil se s ní.
Podle jiných zdrojů byla Rhea Silvia, opatřená připjatým kamenem, vržena do Tibery. Slitoval se však nad ní říční bůh, pojal ji za ženu a daroval jí věčný život. Podle týchž zdrojů měly být Tibeře obětovány i děti Rhey Silvie. Avšak vykonavatelé nemohli najít místo, odkud by dosáhli proudu řeky. Tibera se tou dobou rozlila v povodeň a vykonavatelé děti odložili do jednoho zátopového jezera s tím úmyslem, že až řeka ustoupí, vezme děti s sebou. Tak se však nestalo. Říční bůh jejich úmysl prohlédl a děti před smrtí uchránil.
Významný římský historik Titus Livius ve svém díle Ab Urbe condita zcela otevřeně připouští, že Rhea Silvia byla znásilněna a otcem mohl být kdokoliv. Aby to bylo čestnější, mohla prý vinu svést na boha. Když pak měli chlapci zahynout v řece, byli zachráněni vlčicí, od které je pastýř Faustulus (Titus Livius jeho jméno zpochybňuje) dal do stáje ke své manželce Larentii, která je vychovala. Stejně tak připouští, že slovo vlčice mohla být ženina přezdívka znamenající totéž co nevěstka.

## Planetka
Jméno Sylvie nese planetka (87) Sylvia podle Rhey Silvie, a podle jejích synů Romulovi a Removi byly po svém objevení pojmenovány její oba měsíce.